# Biserica Sfântul Spiridon din Galați
Biserica „Sfântul Spiridon” din Galați este un monument istoric aflat pe teritoriul municipiului Galați, operă a arhitectului Stan Tudoran. În Repertoriul Arheologic Național, monumentul apare cu codul 75105.08.
Biserica „Sfântul Spiridon” a fost construita la începutul secolului al XIX-lea si prezinta elemente specifice arhitecturii religioase ortodoxe din Moldova.